# Бахем Ba 349
Бахем Ба 349 „Натер“ (Отровница) је био немачки експериментални ловачки авион на ракетни погон који је настао током Другог светског рата. Иако се ради о ловачком авиону због начина његове употребе Натер је више подсећао на ракету земља-ваздух. Главни задатак пилота био је да усмери авион ка савезничком бомбардеру и испали салву ракета док је до циља био навођен уз помоћ радио-таласа са земље на коју се спуштао уз помоћ падобрана.

## Развој
Јачање савезничке надмоћи у ваздуху током 1943. године и све чешћи бомбардерски напади на немачке градове и индустријске области којима немачка Луфтвафе више није могла ефикасно да се одупре, створили су потребу за доношењем радикалног решења проблема. Међу радикалним иновативним решењнима најперспективније су свакако биле ракете земља-ваздух. Међутим, многи започети пројекти нису ушли у широку употребу због великих проблема са системима за навођење. Опремање ракете пилотом који би у завршној фази лета управљао летелицом понудило је решење овог проблема због чега је Луфтвафе почетком 1944. године дала зелено светло за реализацију овог пројекта. 
Предложено је неколико једноставних конструкција које су се од конвенционалних летелица разликовале по томе што је пилот био у лежећем положају како би се смањио чеони отпор. Једна од првих летелица овог типа био је Хајнкел П.1077 (Heinkel P.1077) који је полетао са шине, а слетао на скије слично као Месершмит Me 163 Комет (Messerschmitt Me 163 Komet).
Ерих Бахем (Erich Bachem) је на основу конструкције коју је пројектовао за фабрику Физир понудио пројекат летелице БП 20 која се значајно разликовала од свега што су остали конструктори понудили. Летелица је била направљена од лепљеног и шрафљеног дрвета, имала је оклопљену пилотску кабину, а покретао ју је ракетни мотор Валтер ХВК 509 А-2 (Walter HWK 509A-2) који је био веома сличан мотору ракетног ловца Me 163. Четири одбацива ракетна бустера типа Шмидинг (Schmidding) коришћена су приликом лансирања и обезбеђивала су укупан потисак од 4.800 kgf у трајању од 10 секунди пре него што би били одбачени. Авион се приликом лансирања кретао по шини дужине 25 m након чега се кретао довољно брзо да аеродинамичке команде преузму контролу и одрже праволинијски лет.
Након полетања авион је током највећег дела лета даљински вођен ка циљу уз помоћ радио-контроле са земље, док би пилот преузимао контролу над летелицом у завршној фази лета у којој би је усмеравао у правцу циља, одбацивао пластични поклопац са носа авиона и притиснуо окидач. На тај начин пилот би испалио салву ракета (33 Р4М или 24 Хс 217), а затим би прелетео изнад бомбардера. Након што би му нестало горива, пилот би извршио удар у реп савезничког бомбардера, али би пре самог удара напустио авион и падобраном се спустио на земљу.
Упркос својој на први поглед сложеној конструкцији ово решење имало је једну значајну предност у односу на конкуренцију – њиме је избегнута потреба да се изузетно брз ракетни авион спусти на земљу на класичан начин тј. слетањем на аеродром јер је у овој фази лета авион био нарочито рањив на противничке нападе што ће касније показати и борбена употреба Me 163.
Бахемов предлог запео је за око Хајнриху Химлеру и однео је победу на конкурсу. Упркос великом утицају СС, Луфтвафе је ипак успела да издејствује да се овај авион не употребљава за удар у савезничке бомбардере као и да се учине одређене измене у конструкцији како би се што више делова авиона сачувало након напада. 
Као коначан резултат конкурса настао је мали авион који је уз помоћ четири ракетна бустера на чврсто гориво лансиран са дрвене шипке дугачке 15 m на чијем крају се кретао довољно брзо да управљачке површине преузму контролу над летелицом. Бустери су сагоревали 12 секунди како би главни мотор могао да постигне пуну снагу. По лансирању, управљање летелицом преузимала би контрола са земље која би довела авион у близину мете, након чега је пилот искључивао ауто-пилота и прелазио у напад. По испаљивању салве ракета ка противничком бомбардеру, авион би наставио да једри до висине од 3.000 m где би се распадао на три дела када би се у задњем делу летелице отворио велики падобран због чега би носна секција заједно са пилотом била одвојена од остатка авиона. Оба дела би се спустила на земљу уз помоћ падобрана док је дрвени труп авиона са крилима био потрошан.
Испитивања модела у ваздушном тунелу показала су да су летне карактеристике авиона задовољавајуће до брзине од 685 mi (1.102 km) на сат. По завршетку испитивања у ваздушном тунелу направљени су модели у правој величини и њихово испитивање је започело у новембру 1944. године. Првобитна верзија је била без мотора, а кроз ваздух ју је као једрилицу вукао бомбардер Хајнкел Хе 111. Друге верзије летелице биле су опремљене моторима на чврсто гориво за тестирање фазе лансирања и ауто-пилота. Сви тестови су прошли успешно, али је установљено да су сви покушаји да се мотор поново употреби били неуспешни зато што је брзина којом се спуштао на земљу била превелика. 
Производња серијског модела Ба 349А је започета у октобру, а током неколико следећих месеци извршено је 15 лансирања. Свако лансирање довело је до одређених мањих модификација конструкције што је довело до настанка производне верзије Ба 349Б која је ушла у фазу испитивања у јануару 1945. год.
У фебруару 1945. године. СС који је финансирао пројекат затражио је да се обави пробни лет са пилотом. Једини пробни лет са пилотом обављен је у 1. марта када је за командама Ба 349А био пилот Лотар Зибер (Lothar Sieber). Лансирање је било успешно али је након 500 m лета одлетео поклопац кабине. Авион се преврнуо на леђа и забио у земљу. Пилот је погинуо, а разлог за несрећу никада није званично објављен иако се сумњало да је узрок несреће био поклопац кабине који није био добро причвршћен. 
Америчке снаге су у априлу 1945. године заузеле фабрику у Бад Валдзеу, али је мали број стручњака и радника успео да се на време повуче заједно са 10 летелица. Међутим, ускоро су и они били заробљени, а шест од десет летелица је спаљено.
Непосредно пред крај кампање на Пацифику, јапанска фабрика авиона Мизуно је по налогу Јапанске царске морнарице започела развој авиона који је изгледом и наменом личио на Ба 349. Као резултат настао је самоубилачки ракетни пресретач под именом Мизуно Шинрју. Авион је требало да буде наоружан невођеним ракетама ваздух-ваздух на носачима испод крила и требало је, као и Ба 349 да буде коришћен за пресретање савезничких бомбардера. Поред ракета испод крила авион је био опремљен и бојевом главом у носу за самоубилачки напад на противнички авион.

## Лансирне рампе за Ба 349 код Киркхајма (Тек)
У близини Кирххајма (Тек), у Хасенхолц шуми постоје остаци три лансирне рампе за Ба 349. То је све што је остало од активног полигона за лансирање ових летелица који је направљен 1945. године. Три лансирне рампе су распорежене у облику једнакостраничног троугла. Удаљеност између лансирних рампи је око 50 m. Округла бетонска постоља лансирних рампи још увек постоје. У средини сваког од њих налази рупа квадратног облика дубине око 50 cm која је служила као темељ лансирног торња. Поред сваке рупе се налази цев исецечан у ниво земље која је највероватније служила за провлачење кабла. Лансирне рампе за Ба 349 у близини Киркхајма су вероватно једине лансирне рампе које су тренутно доступне јавности. Сви остали локалитети налазе се у оквиру војних постројења због чега им је приступ забрањен.

## Очувани примерци
Очувана су три примерка Ба 349.
- Један рестаурирани Ба 349А налази се изложен у Стивен Ф. Удвар-Хајз центру Института Смитсонијан у Вашингтону САД. Овај примерак је зарбољен пред крај рата и пребачен на аеродром Фримен у Индијани где је детаљно тестиран. Приликом тестирања добио је ознаку Т2-1. Америчко ратно ваздухопловство је затим пребацило овај авион у Национални музеј ваздухопловства (данас Национални музеј ваздухопловства и свемирског истраживања) 1. маја 1949. године. Авион је дуго година био ускладиштен у Пол И. Гарбер одељењу за конзервацију и рестаурацију. После комплетне рестаурације пребачен је на садашњу локацију.
- Још један нерестаурирани Ба 349А налази се у Гарбер одељењу и не зна се када ће бити рестауриран.

- Рестаурирани Ба 349А налази се изложен у Музеју Немачке у Минхену. Овај авион је рестауриран тако да представља један од беспилотних пробних примерака.